# 亚当·戴维斯
亚当·戴维斯（英語：Adam Davies，1992年7月17日—），威爾斯男子足球运动员，场上位置是守门员。現效力於英冠球隊錫菲聯，威爾斯足球代表隊成員。他曾代表威尔士代表队参加2022年国际足联世界杯，结果队伍止步小组赛阶段。